# 프래주
프래주(태국어: แพร่)는 태국 북부에 있는 주(창왓)의 하나이다. 인접한 주는 북쪽부터 시계 방향으로 파야우 주, 난 주, 우따라딧 주, 수코타이 주, 람빵 주이다.

## 지리
프래는 욤강의 계곡에 위치한다.

## 역사
프래의 역사는 몬족의 하리푼차이 왕국으로 거슬러 올라간다. 1443년에 란나의 왕 띠로까라즈가 난을 정복하기 위한 원정을 할 때 왕국의 일부가 되었다.

## 행정 구역
프래에는 8개의 암프(군)와 더 세부 행정구역인 78개의 땀본 그리고 645개의 무반 (행정 구역)이 있다.
| 1. 므앙프래군 2. 롱꽝군 3. 롱군 4. 숭멘군 5. 덴차이군 | 1. 송군 2. 왕친군 3. 농므앙카이군 |